# Chronoswiss
Chronoswiss es un fabricante de relojes suizo con sede en Lucerna. La empresa fue fundada por Gerd R. Lang en 1983 para fabricar relojes mecánicos. En 2012, la firma fue adquirida por el matrimonio Ebstein, que asumió la gestión de la compañía.

## Historia
|  |  |

Antes de fundar Chronoswiss, Lang había adquirido una importante experiencia en la fabricación de movimientos para otras marcas importantes. Los relojes utilizan movimientos comprados. Chronoswiss produce unos 7.000 relojes al año. Todos los relojes están acabados a mano. Si bien muchos de los movimientos utilizados en los relojes Chronoswiss se basan en el movimiento Enicar 165, las versiones Chronoswiss presentan mejoras significativas, tanto técnicas como estéticas.
Como marca valorada principalmente por coleccionistas, los relojes Chronoswiss generalmente se venden en el extremo inferior de su rango de precios en las subastas.

En 2012, el empresario suizo Oliver Ebstein y su esposa Eva compraron y asumieron la gestión de Chronoswiss. La sede se encuentra en Lucerna, Suiza, y está abierta a los visitantes.